# 台湾素食

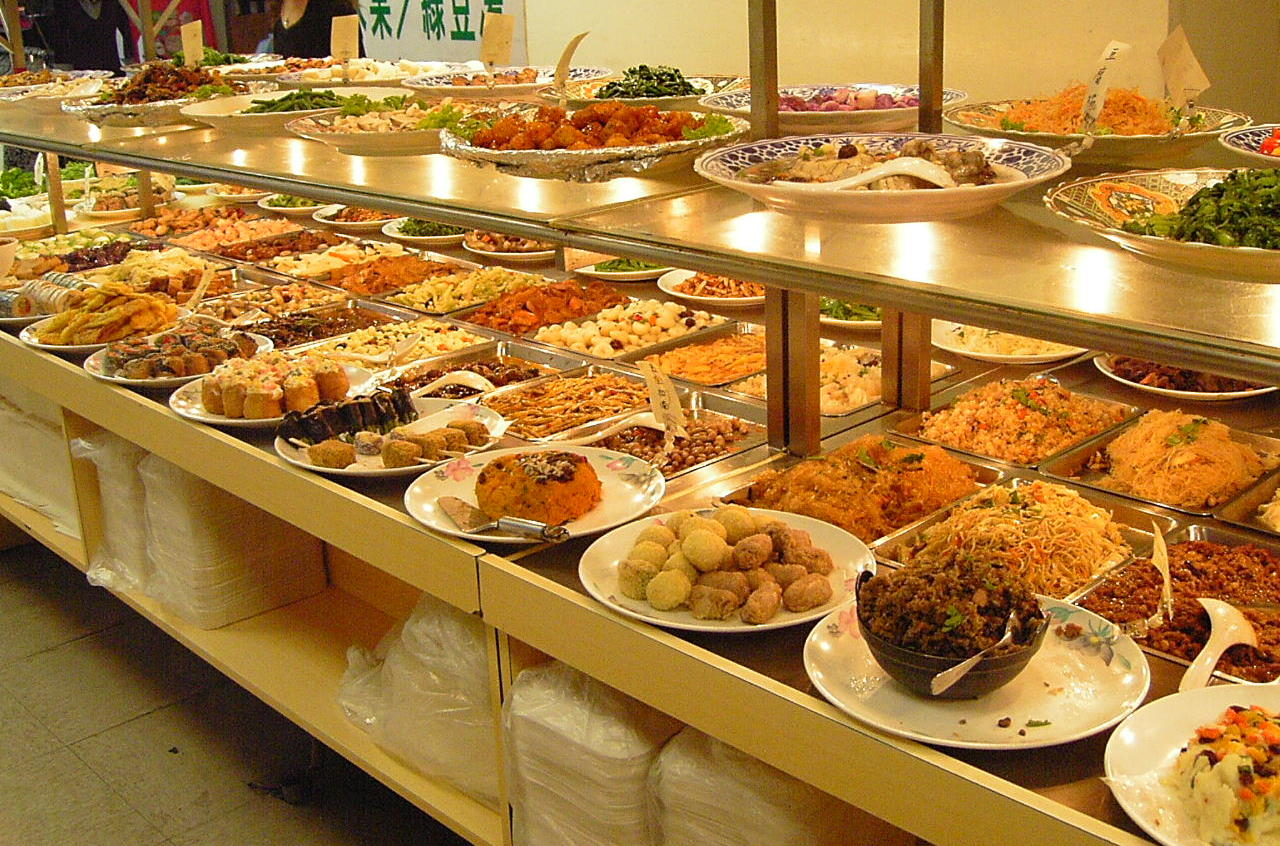
台湾素食の自助餐（ビュッフェ）

台湾素食（たいわんそしょく、タイワンスーシー、注音: ㄊㄞˊ ㄨㄢ ㄙㄨˋ ㄕˊ、拼音: Táiwān sùshí）とは、台湾の精進料理であり、台湾料理の大きな特徴でもある。元来は日本の明治以前の状況と同じ、仏教的な理由で肉食を食べないことだが、現代では健康や動物保護などの理由からも普及し、世界でも有名なベジタリアン系料理の一つになっている。

## 名称
中国語の素食は「菜食主義」の略称であり、日本語の意味で含まれる「質素な料理」の意味は無い。

## 特徴
健康志向の高まりも手伝って、台湾では素食が日常食の一つになっており、素食専門店を表す卍マークを看板に表示した食堂、レストランを多くの街角に見ることができる。台湾は国民の10 %が菜食主義者である。この数字はアジアでは第1位のインドの31 %に次ぎ、2番目に高い比率である。
台湾素食には、大乗仏教や道教の全真教などで食べることが禁じられている三厭（天厭：空を飛ぶ鳥・鶏など、地厭：地を這う牛・豚など、水厭：水中の魚介類）および五葷（ネギ、ニラ、ニンニク、ラッキョウ、タマネギ）を一切用いない。肉だけでなく、動物由来の油、卵、乳製品も一切使わない。出汁にも肉や魚介類を一切使っていない。昆布とシイタケは出汁だけでなく、食材としても好んで使われる。
菜食料理というと「青臭い生野菜や味の薄い代用料理」と思われがちだが、台湾素食は菜食料理を食べなれない者でも満足出来る味付けと工夫がなされている。とりわけ、モドキ料理の「素鶏」、「素肉」、「素魚」、「素魷魚」などと呼ばれるゆば、「豆干」（豆腐を押し固めたもの）などの豆腐食材、麩などのグルテン、蒟蒻などの食材を用いて肉や魚やイカの食感を巧みに表現している。なかでもグルテンを白身に海苔を皮に見立てたウナギ料理は、本物と騙されるほど巧みに作られている。これらの料理は福建省や上海市周辺など、中国大陸における素食が伝わったものが多いが、台湾素食は洋菓子を乳製品なしで作ったり、和食の刺身風のものを用意し、味付けも台湾料理や客家料理などのものを取り入れるなど、台湾の食文化の影響を受けながら独自の発展を見せている点が特徴的である。
また、台湾で素食は高級レストランから屋台まで幅広く食べられるが、中でも素食の自助餐（ビュッフェ形式のセルフサービス食堂）は台湾のどこにでもみられる。臭豆腐は単独の鍋で保温してある定番の一品、ご飯は白米以外に玄米や五穀米など2、3種類から選べる。通常は無料の自由にお代わりできる菜食スープがあり、漢方でも用いられる四神湯などが提供される。
台湾では、台湾鉄路管理局や台湾高速鉄路の駅弁にも素食のものがあり、台湾の航空会社、旅行会社は素食の機内食の要求にも十分に対応している。
キッチンカーを用いたグループによる巡回夜市も台湾各地で行われている。

## 台湾外での知名度
欧米では菜食文化が浸透しているため、欧米文化圏で出版される台湾の旅行ガイド本にも「台湾素食」を頻繁に紹介されている。

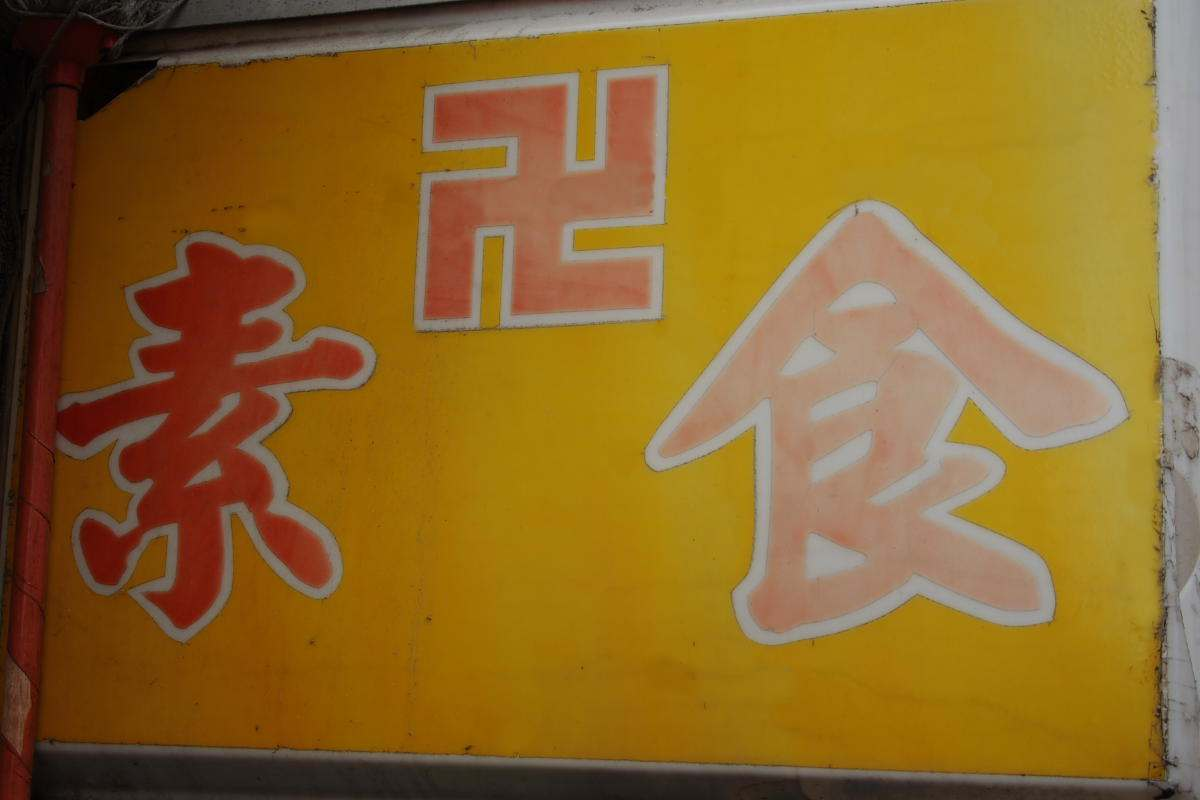
素食を表す卍マーク
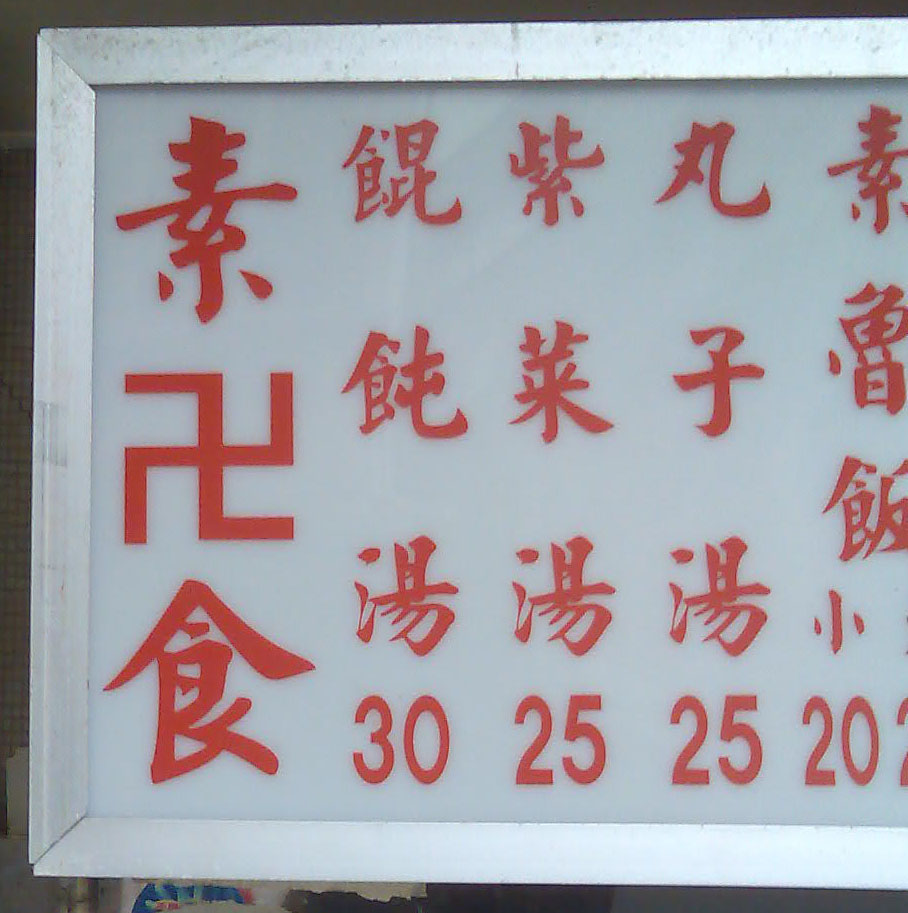
メニュー
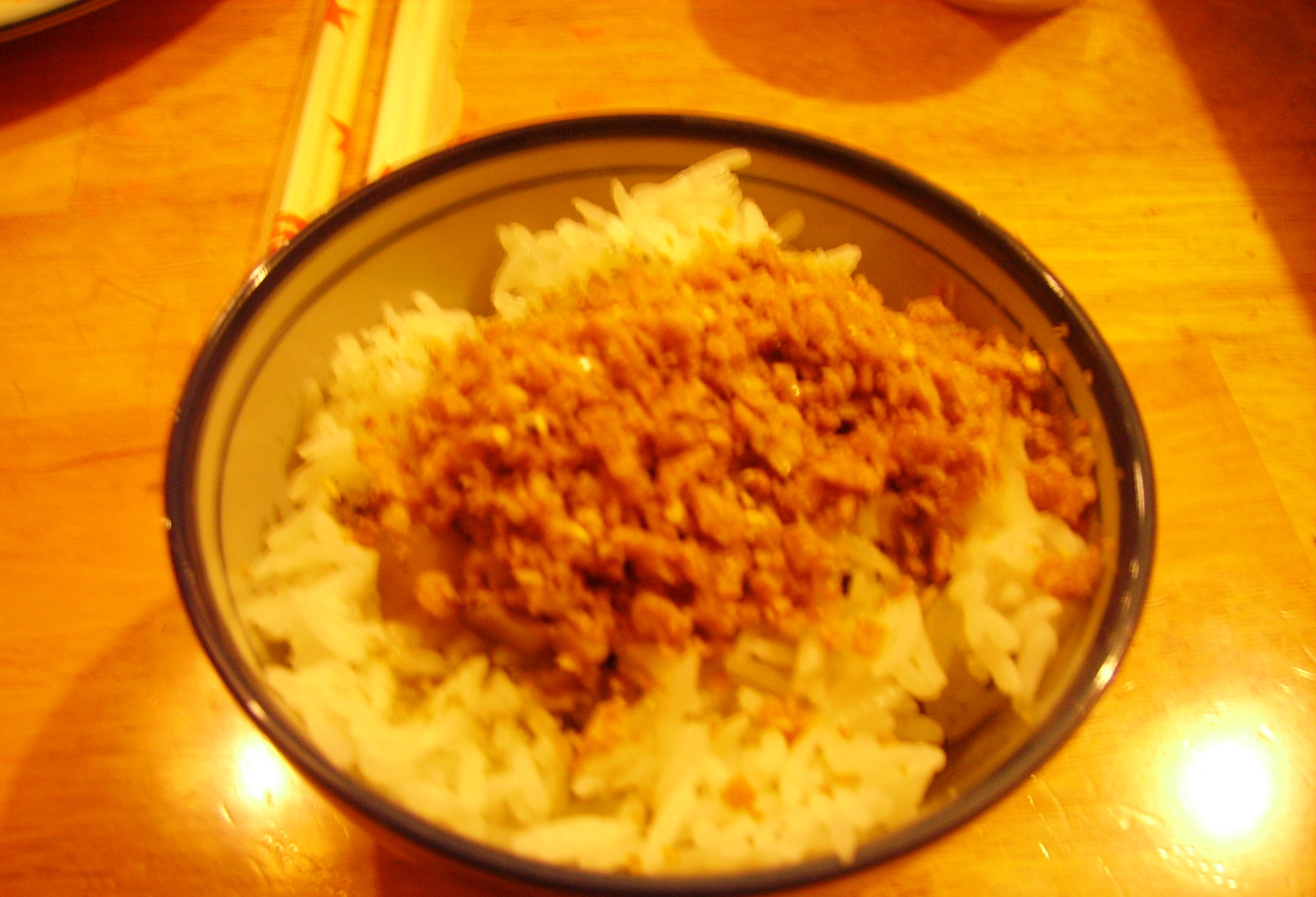
素魯飯
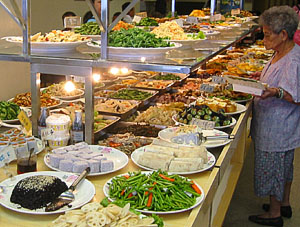
ビュッフェ形式の料理
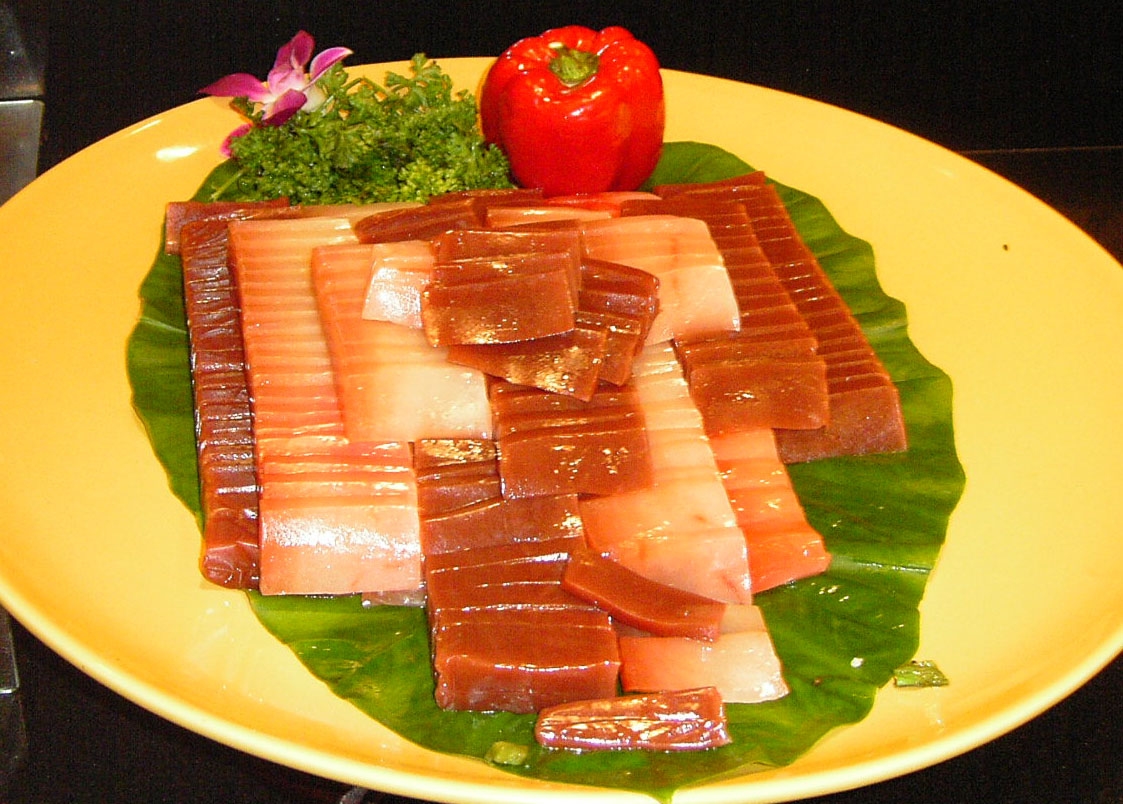
コンニャクで作られた素食の刺身
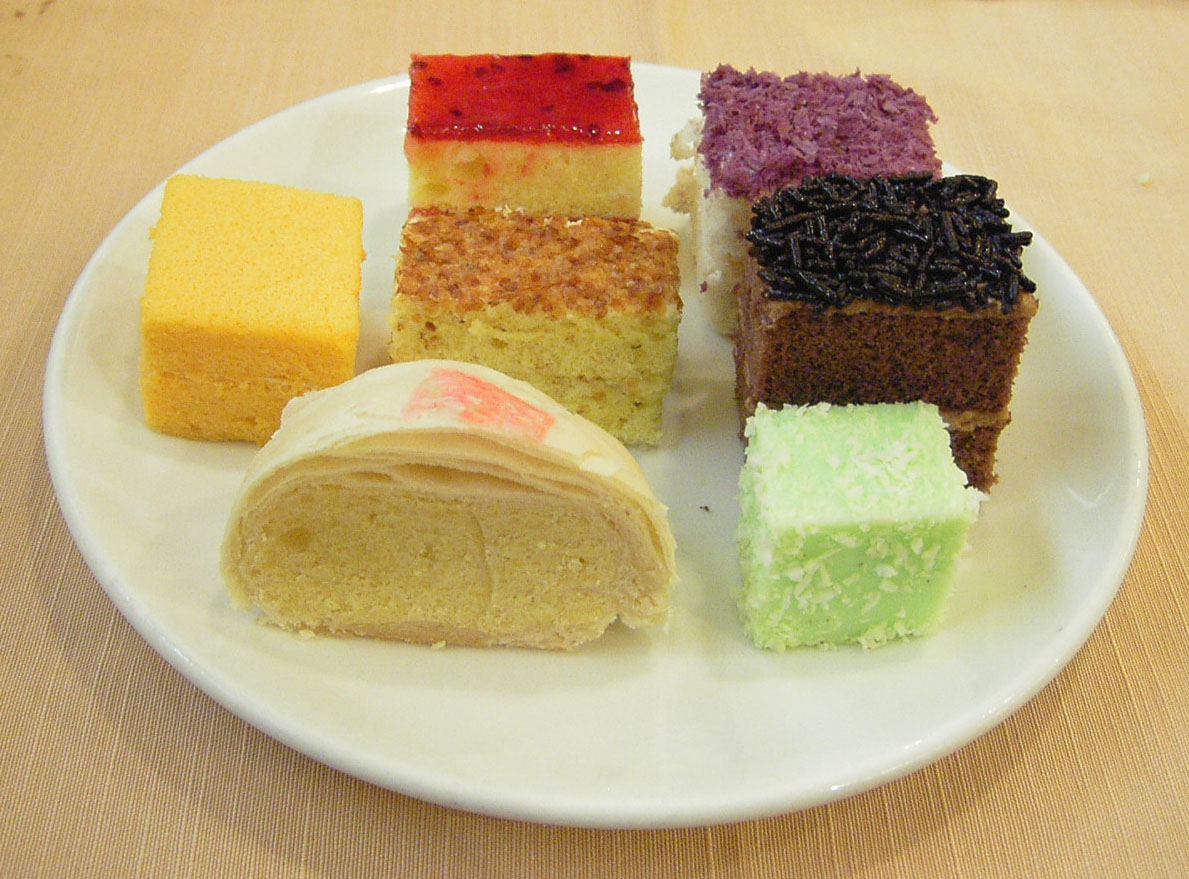
素食のデザート
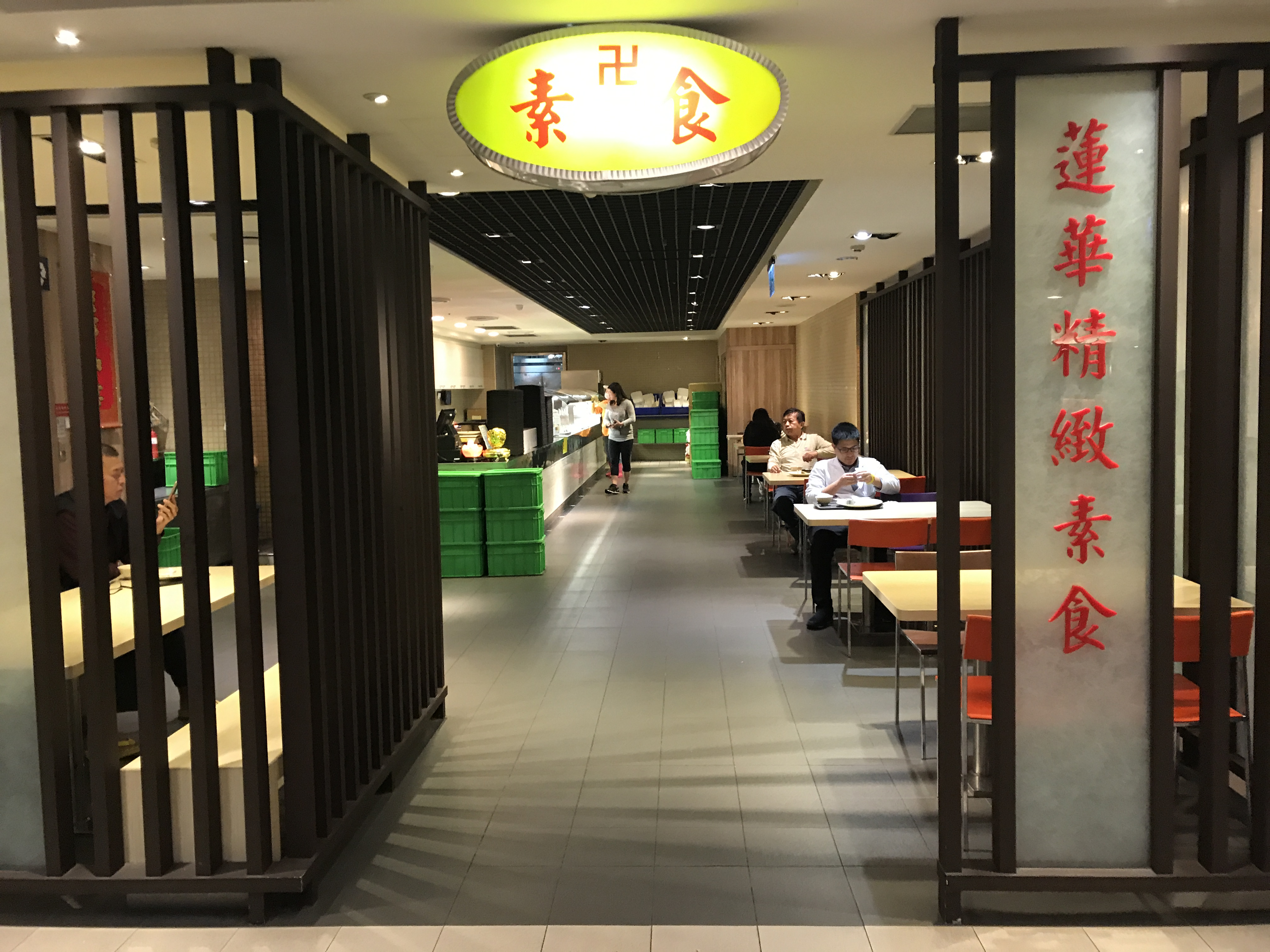
病院の中の美食街に位置する台湾素食の専門店